# Marmarique

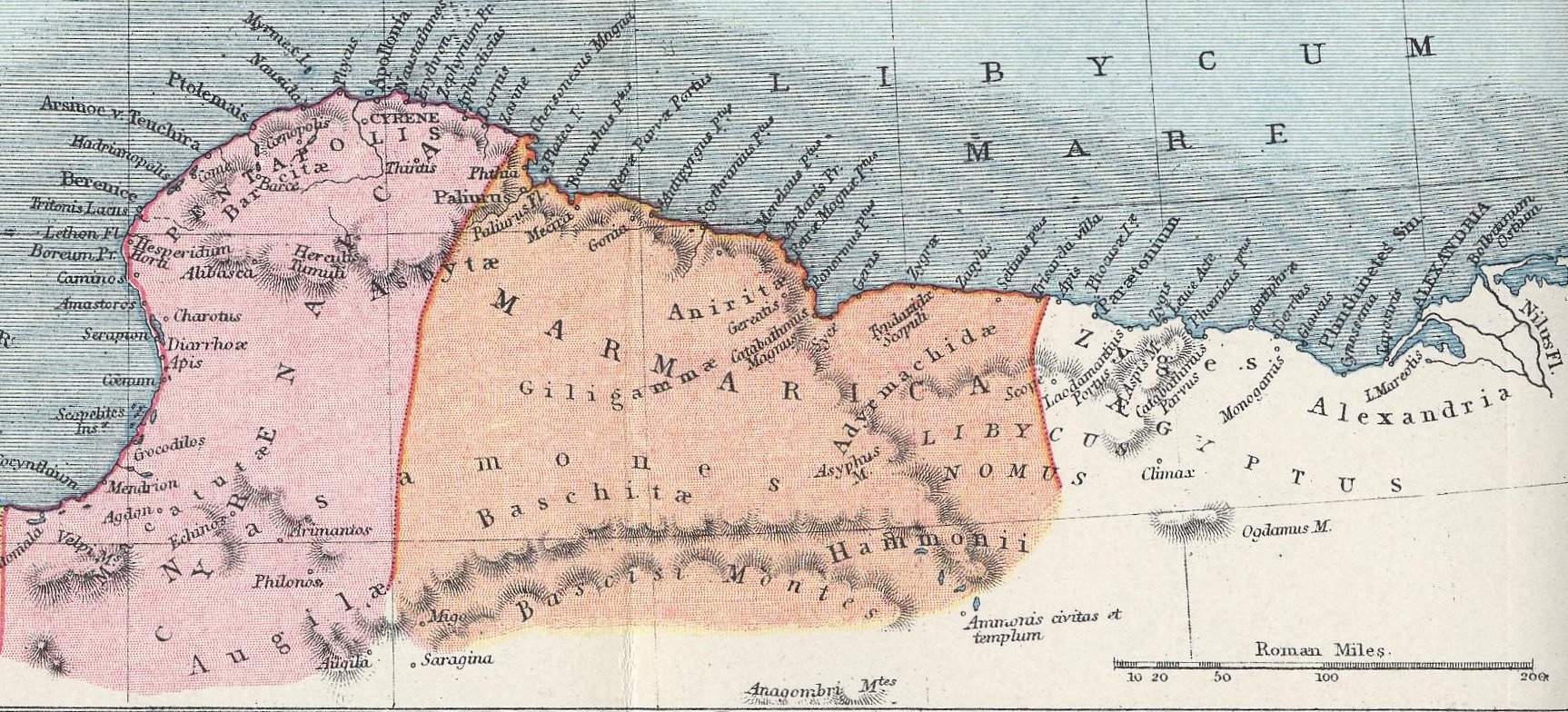
Cyrenaica Maramarica

La Marmarique (en latin classique : Marmǎrǐca, -ae) est une ancienne région d'Afrique du Nord à cheval entre la Libye et l'Égypte.
Limitée par la plaine de Tanfassa à l'ouest, la dépression de Qattarah à l'est et la mer Méditerranée au nord, c'est une région particulièrement aride et inhospitalière, surtout habitée par des habitants d'oasis, dont la plus connue est l'oasis de Siwa en Égypte. 
Ses villes principales sont Tobrouk et Bardia du côté libyen, Marsa Matruh, Sidi Barrani et Sollum du côté égyptien.

## Les Marmarides
Selon le géographe grec Strabon, la Marmarique doit son nom aux Marmarides, ancien peuple libyque nomade voisin des Garamantes. L'origine étymologique du terme dériverait du berbère marragh, « salé ».

## La Marmarique lagide
La Marmarique était la partie orientale du royaume lagide de Cyrénaïque que Ptolémée VIII Physcon (i.e. le Ventru) légua à son fils naturel, Ptolémée Apion (i.e. le Maigre). Ce royaume s'étendait des Autels des Philènes (Arae Philanorum) au Grand Catabathme (Catabathmus magnus).

## La Marmarique romaine
En 96 av. J.-C., le royaume de Cyrénaïque est léguée au peuple romain par le roi lagide Ptolémée Apion. En 74 av. J.-C., elle est constituée en province. En 27 av. J.-C., la Crète lui est adjointe pour former la province de Crète et Cyrénaïque, dont la métropole est Gortyne. Celle-ci subsiste jusqu'à Dioclétien. Entre 293 et 305, la Crète et la Cyrénaïque sont dissociées. La province de Crète ressortit au diocèse de Mésie puis, à partir de Constantin, à celui de Macédoine, dont le vicaire réside à Salonique. La Cyrénaïque ressortit au diocèse d'Orient, dont le vicaire réside à Antioche. Elle est divisée en deux provinces : la première, la Libye supérieure (Libya superior) ou pentapole (Libya pentapolis) ; la seconde, la Libye inférieure (Libya inferior) ou sèche (Libya sicca).

## XXesiècle
Cette région fut le siège des principales batailles en Afrique du Nord entre l'Italie mussolinienne puis l'Afrikakorps de Rommel et la VIIIe Armée britannique lors de la Seconde Guerre mondiale.

### 16ème siècle
- Tripolitaine espagnole (en) (1510-1530)
- Tripolitaine des Hospitaliers (en) (1530-1551), (Ordre de Saint-Jean de Jérusalem)
- Régence d'Alger (1516-1830)
- Régence de Tripoli (1551-1911) : Eyālet-i Trâblus Gârb (1551-1912), Vilâyet-i Trâblus Gârb (1864-1912), Dynastie karamanli (1711-1835)
- Régence de Tunis (1574-1705)
- Barbaresques, Côte des Barbaresques, Corso (piraterie), Traite des esclaves de Barbarie
- Guerres barbaresques (1801-1815), blocus de Tripoli (1804), bataille de Derna (1805)
- Sandjak de Benghazi (1875-1892)

### 20ème siècle
- Guerre italo-turque (1911-1912), Libye italienne (1911-1943/47)
- Campagne de Libye (1913-1921) (it)
- République de Tripolitaine (1918-1922)
- Émirat de Cyrénaïque (1919–1922, 1949–1951), Famille Al-Sanoussi
- Génocide de Libye (1929-1934) (en)

- Campagne d'Afrique du Nord (Seconde Guerre mondiale), Siège de Tobrouk (1941), capture de Tobrouk (1941), capture de Tobrouk (1942), opération Daffodil (it) (1942)
- Administration militaire britannique (Libye) (1943-1951), Territoire du Fezzan (1943-1951)
- Royaume de Libye (1951-1969)
- Jamahiriya arabe libyenne (1969-2011)

### 21ème siècle
- Première guerre civile libyenne (2011), Soulèvement de Derna
- Conseil national de transition (Libye) (2011-2012)
- Deuxième guerre civile libyenne (2014-2020)